# アーカントス
アーカントスは、マイクロソフト発売のリアルタイムストラテジーゲーム『エイジ オブ ミソロジー』のキャンペーンモードの主人公的存在。

## 概要
作品の中では英雄。
息子の名前はカストル。
物語が始まった時点での地位は、アガメムノン・テオクラートの部下、という立場である。
部下にゼトスがいる。